# 中华柳
中华柳（学名：Salix cathayana）为杨柳科柳属的植物，为中国的特有植物。分布在中国大陆的四川、河北、河南、湖北、陕西、云南等地，生长于海拔1,800米至3,000米的地区，见于山谷和山坡灌丛中，目前尚未由人工引种栽培。

## 别名
中国柳（秦岭植物志）

## 异名
- Salix hsinhsuaniana Fang